# Codex Gigas
Codex Gigas (“Cartea uriașă”) este cel mai voluminos manuscris medieval din lume. Se crede că a fost scris la începutul secolului al XIII-lea într-o mănăstire benedictină din Podlazice, Cehia de astăzi. În timpul Războiului de Treizeci de Ani din 1648, întreaga scriere a fost furată de armata suedeză și în prezent este păstrată la Biblioteca Națională din Suedia, la Stockholm.
Manuscrisul este supranumit “Biblia Diavolului” din cauza unei ilustrații din interior, cea mai mare, până atunci, înfățișare a Diavolului și cea mai veche descoperită până acum.
Este considerată cea de-a opta minune a lumii.

## Descriere

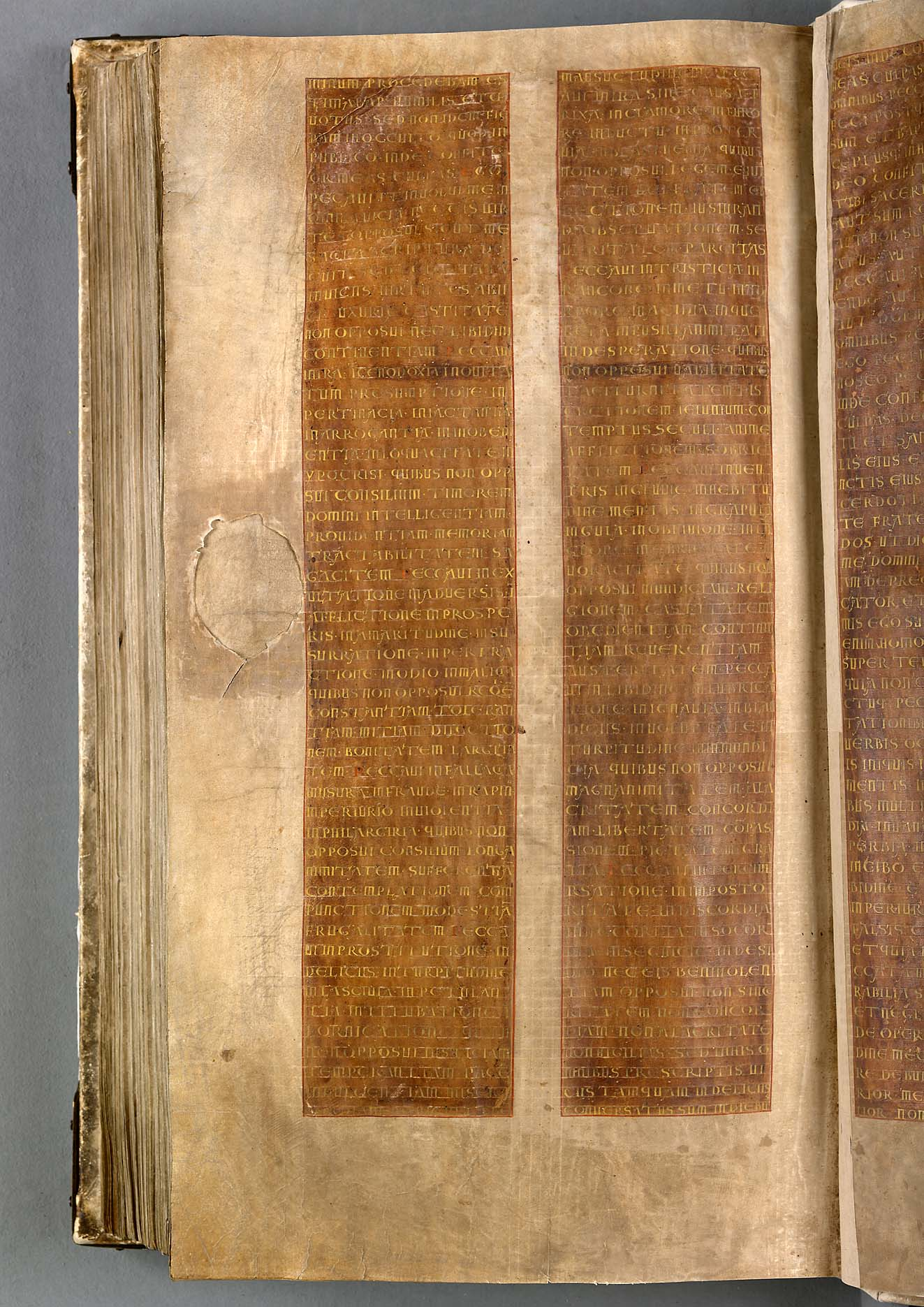
Coloanele au câte 160 de rânduri fiecare, iar literele între 2.5 și 3 mm înălțime.

Codex Gigas are coperta din lemn de santal, acoperit de piele și decorat cu ornamente metalice. Având 90 de centimetri înălțime, 50 centimetri lățime și 20 centimetri grosime, este cel mai mare manuscris medieval descoperit până acum.
Inițial, avea 320 de pagini de pergament. În timp, opt dintre acestea au fost scoase. Nu se știe motivul pentru care au fost smulse acele pagini și nici cine a făcut-o, dar se pare că acestea conțineau regulile Ordinului benedictin.
Manuscrisul cântărește aproximativ 75 de kilograme, iar pergamentul este făcut din piele de vițel (unele surse susțin că ar fi piele de măgar) de la un număr de 160 de animale.
Textele au fost scrise pe două coloane a câte 106 rânduri fiecare.

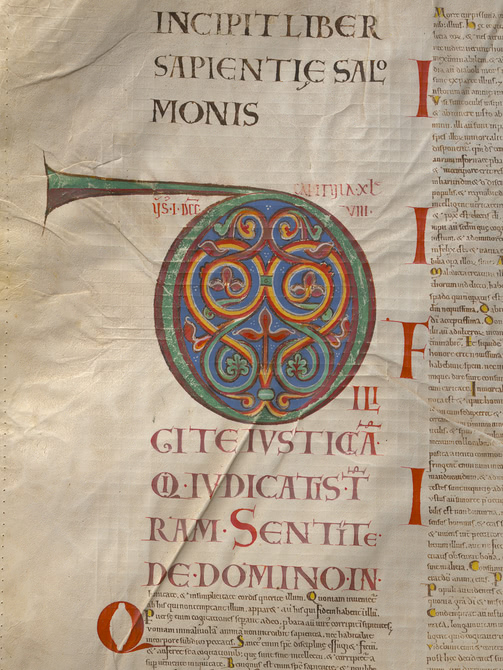
Manuscrisul conține numeroase astfel de decorațiuni.

Manuscrisul a fost scris și decorat (decorațiuni fiind considerate atât inițialele scrise diferit cât și ilustrațiile reprezentând Raiul, dar și portretul Satanei) de un singur artist. Nu a mai fost găsită nicio operă de-a acestuia și nici nu se știe nimic despre pregătirea sa profesională.

## Istorie
Codexul a fost creat într-o mănăstire benedictină din Podlažice, de lângă Chrudim, distrusă în secolului al XV-lea. Însemnările din manuscris se încheie în anul 1229.
Codexul a fost mai târziu făcut cadou mănăstirii cisterciene Sedlec și apoi, cumpărat de mănăstirea benedectină din Břevnov. Între 1444 - 1593 a fost păstrăt în biblioteca mănăstirii din Broumov până a fost luat și dus la Praga în 1594 pentru a completa colecția Împăratului Roman Rudolf II.
La sfârșitul războiului de treizeci de ani, în 1648, întreaga colecție a fost furată de armata suedeză. Din 1649 până în 2007, manuscrisul a fost păstrat în Biblioteca Națională  a  Suediei din Stockholm. 
La 24 septembrie 2007, după 359 de ani, “Codex Gigas” revine la Praga în cadrul unei expoziții.
De-a lungul timpului, codexul a trecut prin multe dezastre. A fost salvat dintr-un incendiu de un călugăr, însă din pricina greutății sale, nu a putut fi coborât pe scări. Pentru a-l salva totuși, călugrul l-a aruncat pe geam. Manuscrisul nu a suferit deteriorări grave.
Ultima mare lucrare din Codex este “Cronicile Boemiei” de Cosmas de la Praga (1045 - 1125). Aceasta este prima isotrie a Boemiei.
În manuscris apar o serie de lucrări mici. Prima descrie pocăința pentru relele comise. A doua, după portretul Diavolului, este o lucrare destinată exorcizării. Ultima lucrare se numește “Calendarul” și conține o listă de sfinți, precum și zilele în care sunt comemorați aceștia.
În Codex mai apar două imagini, una reprezentând cerul, cu stele albastre, Soare și Lună, iar cea de-a doua reprezentând Pământul, cu oceane verzi, probabil înainte de Creație.

## Portretul Diavolului

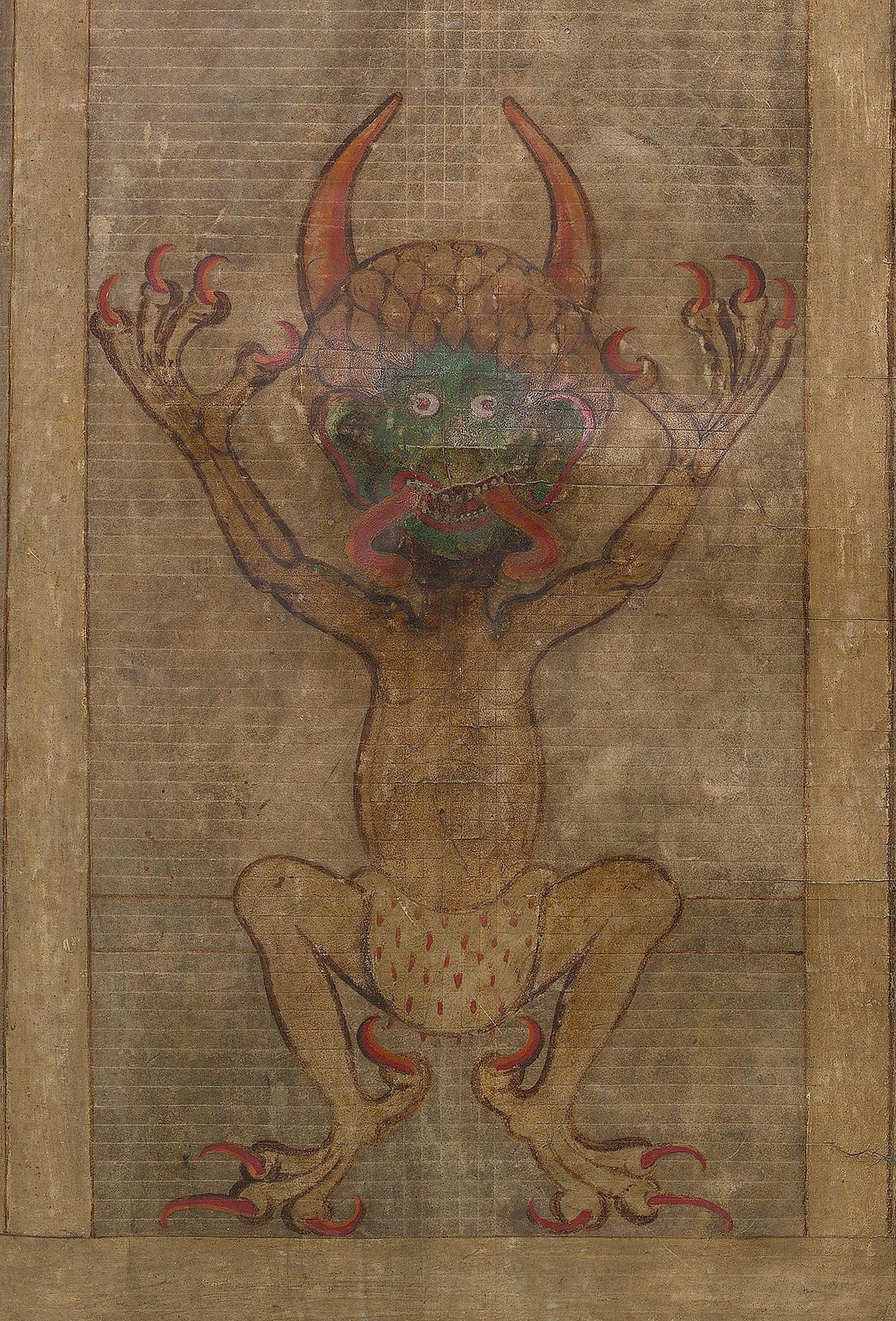
Imaginea Diavolului, ilustrată la pagina 290. Legenda spune că scriitorul manuscrisului a făcut acest desen în semn de mulțumire pentru Diavol, care l-a ajutat în scrierea Codexului într-o singură noapte, în felul acesta scăpându-l de pedeapsa cu moartea.

Cea mai faimoasă imagine din Codex Gigas este cu siguranță portretul Diavolului, aflat la pagina 290. De la această poză a primit renumele de “Biblia Diavolului”.
Diavolul este înfățișat singur, cu brațele ridicate, având o poziție amenințătoare. Are 4 degete, coarne și ghiare și este împrejmuit de două turnuri. 
Poartă blană de hermină, asociată căpeteniilor și celor de rang nobiliar, tocmai pentru a-i reliefa poziția de “prinț al întunericului”.
Portretul intenționează să-i amintească cititorului de păcat și rău. Pe verso, este o reprezentare a Raiului, iar cele două pagini au fost intenționat alăturate, pentru a arăta avantajele unei vieți “bune” și dezavantajele unei vieți “rele”.
Portretele reprezentându-l pe Diavol, sunt comune în arta medievală, însă cel din Codex este unic prin faptul că îl prezintă singur, ocupând o pagină întreagă.

## Legende
Legenda spune că scriitorul Codexului este un călugăr benedictin, care a săvârșit un păcat atât de grav, încât nu a putut fi spus nimănui. Superiorii mănăstirii au hotărât că nu poate fi iertat pentru ceea ce a făcut și l-au condamnat la moarte prin zidirea de viu. În încercarea de a se salva, a jurat că dacă i se va da șansa, până a doua zi, va scrie cea mai măreață carte scrisă vreodată, care va cinsti mănăstirea și va include toate realizările umanității până la momentul respectiv. 
I s-a dat această șansă, cu condiția ca a doua zi, cartea să fie gata. Dacă nu se ține de promisiune, nu i se va mai da o a doua șansă. 
Pe la mijlocul nopții, și-a dat seama că nu va reuși să ducă sarcina la bun sfârșit. La disperare, l-a contactat pe arhanghelul căzut Satan, cerându-i să-l ajute să termine cartea în schimbul sufletului său. Diavolul a terminat manuscrisul iar călugărul i-a adăugat portretul în semn de mulțumire pentru ajutorul oferit.
A reușit să se salveze de la moarte, însă și-a pierdut liniștea sufletească. A implorat iertare Sfintei Fecioare Maria. Aceasta a fost de acord să-i slaveze sufletul, însă pocăitul a murit cu foarte puțin înainte să fie izbâvit de pactul făcut cu Diavolul
Se speculează că numeroasele scrieri din Codex legate de exorcizare, sunt încercările călugărului de a-și salva propriul suflet. Totuși, manuscrisul nu a fost interzis de Inchiziție și a fost intens studiat de mulți învățați.